# Stelle principali della costellazione del Tucano
Segue un prospetto delle stelle principali della costellazione del Tucano, elencate per magnitudine decrescente.